# Dravidosaurus
 Dravidosaurus  ist eine in der Fachwelt umstrittene Gattung der Vogelbeckendinosaurier aus der Gruppe der Stegosauria. Es ist der erdgeschichtlich jüngste Stegosaurier, doch werden die zugrundeliegenden fossilen Überreste von Chatterjee and Rudma (1996) sowie Chatterjee (1997) als die eines Plesiosauriers interpretiert. Dravidosaurus wurde in den 1970er-Jahren im südlichen Indien (Bundesstaat Tamil Nadu) entdeckt und nach den dort lebenden dravidischen Völkern benannt.

## Merkmale
Dravidosaurus war ein kleiner Stegosaurier, von dem nur Teile des Schädels und des Körperskeletts bekannt sind. Der Kopf war verhältnismäßig klein und dadurch charakterisiert, dass die Augenhöhle von zwei Supraorbitalknochen umgeben war. Es sind auch einige für Stegosauria typische Knochenplatten bekannt, diese waren groß und dreieckig. Schwanzstacheln, ein weiteres Stegosaurier-typisches Merkmal, waren ebenfalls vorhanden; diese waren durch den auffallend verlängerten Mittelteil gekennzeichnet.

## Datierung und Systematik
Die Funde von Dravidosaurus werden in die obere Kreidezeit (Coniacium) auf ein Alter von 89 bis 86 Millionen Jahre datiert. Es ist der erdgeschichtlich jüngste bekannte Stegosaurier – die ansonsten nur bis zur Unterkreide bekannt sind – und der erste in Indien gefundene. Es ist denkbar, dass die Stegosaurier in der geographischen Isolation Indiens während der Kreidezeit (der Subkontinent war damals eine Insel) länger als anderswo überlebt haben könnten.
Die Funde sind allerdings sehr schlecht überliefert, und manche Forscher wie Sankar Chatterjee halten das Tier für einen Vertreter der Plesiosaurier. Peter Galton und Paul Upchurch gehen allerdings davon aus, dass es sich um einen Stegosaurier handelt, halten aber weitere Untersuchungen für notwendig.